# Bochanskij rajon
Il Bochanskij rajon (in russo Боханский район?) è un rajon dell'Oblast' di Irkutsk, nella Siberia sud orientale; il capoluogo è Bochan.
Secondo alcuni studi, l'area era già abitata nella preistoria; a partire dal XIII secolo cominciò a venire colonizzata da tribù mongole che si mescolarono con gli indigeni.
I primi russi arrivarono attorno alla metà del Seicento, per poi affluire massicciamente agli inizi del XX secolo.